# 吳岳擎
吳岳擎（1989年11月14日—），原名吳祈宏，臺灣男演員。2014年曾經和兩位朋友組團－旅行男孩 Travel Boyz cover 不同歌手的歌曲，並於2014年5月時演唱「金銀島」參加韋禮安「有所畏彈唱大賽」得到第二名。2015年通過由王小棣等八位導演共同創辦的「Q Place表演教室」戲劇課程訓練，以第二期學員身分結業。2016年演出首部電視劇作品《植劇場－荼蘼》，2017年演出電視劇《我和我的四個男人》，2018年演出電影《鬥魚》，2019年演出電視劇《如果愛，重來》，2022年演出電視劇《親愛的亞當》和網路劇《我的牙想你》。2023年出版首本個人寫真書《擎書》。

## 影視作品

### 電視劇/網路劇
| 首播           | 播出頻道                                | 劇名                   | 角色           | 性質   | 導演                                   |
| 2016年10月7日  | 台視 八大綜合台 八大戲劇台 公視         | 植劇場－荼蘼           | 趙輝           | 男配角 | 王小棣、黃天仁                         |
| 2017年4月14日  | 台視 八大綜合台 八大戲劇台 公視         | 植劇場－夢裡的一千道牆 | 林文樸         | 男配角 | 王小棣                                 |
| 2017年4月15日  | 台視 LINE TV                            | 鐘樓愛人               | 李英祝         | 男配角 | 郝心翔                                 |
| 2017年8月5日   | 台視 LINE TV                            | 我和我的四個男人       | 張曉碩         | 男主角 | 劉恩捷                                 |
| 2018年9月30日  | 公視 LINE TV                            | 20之後                 | 吳名宏         | 客串   | 王小棣                                 |
| 2018年11月24日 | Vidol 三立都會台                        | 你好，幸福             | 阿斌           | 男主角 | 曾大衡                                 |
| 2019年3月9日   | 台視 LINE TV                            | 愛情白皮書             | 趙松岡、沈康澤 | 男配角 | 李芸嬋、林君陽                         |
| 2019年4月24日  | 愛奇藝 台視                             | 如果愛，重來           | 王士元         | 男主角 | 林子平                                 |
| 2019年5月30日  | 騰訊視頻 芒果TV                         | 班長「殿下」           | 唐余           | 男配角 | 陳彥銘                                 |
| 2019年8月30日  | 台視 八大戲劇台 新傳媒8頻道 新傳媒U頻道 | 你那邊怎樣·我這邊OK    | 劉東杰         | 男配角 | 王小棣、柯貞年、曾培善、葉佩娟、陳金祥 |
| 2019年10月29日 | 華視                                    | 守著陽光守著你         | 岳晴           | 客串   | 連春利                                 |
| 2020年3月28日  | 台視 愛奇藝                             | 覆活                   | 李耀青         | 男主角 | 詹家維、許介亭                         |
| 2022年5月15日  | 八大戲劇台 Netflix                      | 親愛的亞當             | 魏傑           | 男主角 | 廖士涵、郭春暉                         |
| 2022年10月1日  | 公視 MyVideo 台視                       | 茁劇場－誰說媽媽像月亮 | 強尼           | 客串   | 王小棣                                 |
| 2022年10月4日  | 衛視中文台 中視                         | 仙女姐姐來我家         | 釋覺勵、蔡俊雄 | 男配角 | 曾大衡                                 |
| 2022年10月12日 | Disney+                                 | 台北女子圖鑑           | 凡恩           | 客串   | 李芸嬋                                 |
| 2022年10月14日 | LINE TV CATCHPLAY+                      | 我的牙想你             | 白朗           | 男主角 | 姜瑞智                                 |
| 2025年3月30日  | 客家電視台                              | 星空下的黑潮島嶼       | 吳寧           | 男配角 | 王傳宗                                 |
| 預計2025年     | 公視                                    | 郵票與舒芙蕾           |                | 男配角 | 鄭芬芬                                 |
| 預計2025年     | 大愛電視台                              | 接住流星的人           |                |        | 章可中                                 |

### 音樂錄影帶
| 首播   | 歌手   | 歌曲名稱         | 導演          |
| 2020年 | 王心凌 | MY! CYNDI!       | 胡瑞財        |
| 2021年 | 許光漢 | 別再想見我       | 葉辰莛        |
| 2021年 | 彭佳慧 | 說實話           | 莊皓任        |
| 2022年 | 張語噥 | 願你快樂與我有關 | 蘇聖@我的檔期 |

### 電影
| 首映           | 片名       | 角色       | 性質   | 導演           | 備註                         |
| 2017年4月20日  | 熟男的誘惑 | 亞瑟的員工 | 臨演   | 利奧·沙姆里茲  |                              |
| 2017年11月10日 | 順雲       | 小白       | 客串   | 王明台         |                              |
| 2018年8月17日  | 鬥魚       | 單立傑     | 男配角 | 柯翰辰、胡寧遠 | 本片為吳岳擎首部正式參演電影 |
| 2025年5月22日  | 搜查瑠公圳 |            | 客串   | 賴俊羽         |                              |

### 短片
| 首播           | 播出頻道                        | 劇名                                                       | 角色                                | 性質   | 導演   |
| 2016年6月25日  | 台視 八大綜合台 八大戲劇台 公視 | 植劇場『未來星』系列---吳岳擎                              | 吳岳擎                              | 男主角 | 不適用 |
| 2016年8月4日   | 台視 八大綜合台 八大戲劇台 公視 | 《台灣孩子演台灣故事》來戲院，撿戲尾                       | 王雲峰 漁夫 剪辮男 工人 喇叭手 伴舞 | 男主角 | 貓克斯 |
| 2016年11月9日  | 台視 八大綜合台 八大戲劇台 公視 | 《荼蘼之番外篇08》這不是夢境                               | 趙輝                                | 男主角 | 施岑諺 |
| 2016年11月13日 | 台視 八大綜合台 八大戲劇台 公視 | 《荼蘼之番外篇09》訪談_吳岳擎(上海打工仔趙輝)              | 吳岳擎                              | 男主角 | 貓克斯 |
| 2016年11月1日  | 台視 八大綜合台 八大戲劇台 公視 | 荼蘼植日生週記第四集                                       | 吳岳擎                              | 男主角 | 不適用 |
| 2016年11月14日 | 台視 八大綜合台 八大戲劇台 公視 | 荼蘼植日生週記第五集                                       | 吳岳擎                              | 男主角 | 不適用 |
| 2016年11月12日 | 台視 八大綜合台 八大戲劇台 公視 | 荼蘼植日生週記第六集_大來賓小課堂                          | 吳岳擎                              | 男主角 | 吳怡靜 |
| 2016年11月19日 | 台視 八大綜合台 八大戲劇台 公視 | 《姜老師，妳談過戀愛嗎之番外篇01》突如其來的告白           | 酒醉男子                            | 男主角 | 施岑諺 |
| 2016年11月23日 | 台視 八大綜合台 八大戲劇台 公視 | 《姜老師，妳談過戀愛嗎之番外篇02》小姐，這是你的安全帽嗎？ | 路人A                               | 男主角 | 練健輝 |
| 2016年11月26日 | 台視 八大綜合台 八大戲劇台 公視 | ⟪姜老師，妳談過戀愛嗎？⟫植日生週記第二集                   | 吳岳擎                              | 客串   | 不適用 |
| 2016年12月10日 | 台視 八大綜合台 八大戲劇台 公視 | ⟪姜老師，妳談過戀愛嗎？⟫植日生週記第四集                   | 吳岳擎                              | 客串   | 不適用 |
| 2017年3月2日   | 台視 八大綜合台 八大戲劇台 公視 | 《積木之家之番外篇2》#編劇遇鬼記                           | 編劇小傑                            | 男主角 | 曾鐵蛋 |
| 2017年4月7日   | 台視 八大綜合台 八大戲劇台 公視 | 《積木之家》植日生週記第六集                               | 吳岳擎                              | 客串   | 不適用 |
| 2017年4月15日  | 台視 八大綜合台 八大戲劇台 公視 | 《夢裡的一千道牆之番外篇１》#託夢                          | 倒楣鬼哥哥                          | 男主角 | 施岑諺 |
| 2017年5月24日  | 台視 八大綜合台 八大戲劇台 公視 | 《夢裡的一千道牆之番外篇１２》#大來賓小課堂 ＃易智言       | 吳岳擎                              | 客串   | 施岑諺 |
| 2017年4月15日  | 台視 八大綜合台 八大戲劇台 公視 | 《夢裡的一千道牆》植日生週記第一集                         | 吳岳擎                              | 男主角 | 不適用 |
| 2017年4月29日  | 台視 八大綜合台 八大戲劇台 公視 | 《夢裡的一千道牆》植日生週記第三集                         | 吳岳擎                              | 客串   | 不適用 |
| 2017年5月6日   | 台視 八大綜合台 八大戲劇台 公視 | 《夢裡的一千道牆》植日生週記第四集                         | 吳岳擎                              | 男主角 | 不適用 |
| 2017年5月13日  | 台視 八大綜合台 八大戲劇台 公視 | 《夢裡的一千道牆》植日生週記第五集                         | 吳岳擎                              | 男主角 | 不適用 |
| 2017年5月22日  | 台視 八大綜合台 八大戲劇台 公視 | 《夢裡的一千道牆》植日生週記第六集                         | 吳岳擎                              | 客串   | 不適用 |
| 2017年6月1日   | 台視 八大綜合台 八大戲劇台 公視 | 《花甲男孩轉大人之番外篇１》#開天眼                        | 林文樸                              | 男主角 | 貓克斯 |
| 2017年8月1日   | 台視 八大綜合台 八大戲劇台 公視 | 《五味八珍的歲月之番外篇５》#kiki香慈去打工                | 客人                                | 男主角 | 貓克斯 |
| 2017年8月16日  | 台視 八大綜合台 八大戲劇台 公視 | 《五味八珍的歲月之番外篇１０》#耀仁訪談                    | 吳岳擎                              | 男主角 | 施岑諺 |

## 主持作品

### 電視節目
| 年份   | 播出頻道   | 節目名稱        | 擔任       | 附註 |
| ------ | ---------- | --------------- | ---------- | ---- |
| 2015年 | 非凡電視台 | 《小資Fun輕鬆》 | 外景主持人 |      |
| 2016年 | 非凡電視台 | 《360行向前衝》 | 外景主持人 |      |

## 音樂作品

### 單曲
| 年份   | 曲目                          | 演唱者                 | 備註                           |
| ------ | ----------------------------- | ---------------------- | ------------------------------ |
| 2014年 | 金銀島 (原唱：韋禮安、Matzka) | 旅行男孩cover          | 參加有所畏彈唱大賽得到第二名。 |
| 2019年 | 青春(熱血青春ver.)            | 張庭瑚、宋柏緯、吳岳擎 | 電視劇《愛情白皮書》原聲帶     |

## 出版作品

### 書籍
| 年份   | 書名                   | 作者                      | 備註         |
| ------ | ---------------------- | ------------------------- | ------------ |
| 2023年 | 擎書：吳岳擎Andy寫真書 | 文／吳岳擎 攝影／藍陳福堂 | 首本個人寫真 |

## 其他活動
| 年份          | 活動名稱         | 活動地點 | 備註       |
| ------------- | ---------------- | -------- | ---------- |
| 2023年3月12日 | 白色擎人節見面會 | 河岸留言 | 首次見面會 |

## 外部連結
- 吳岳擎的Facebook專頁
- 吳岳擎的Instagram帳戶
- 吳岳擎的新浪微博